# Темп бега
Темп бега — величина, обратная средней скорости бега. Характеризует скорость передвижения спортсмена, численно равна среднему времени прохождения одной единицы расстояния (обычно километр или миля). Чаще всего употребляется в беге на длинные дистанции, спортивной ходьбе и лыжных гонках.

## Использование
По физическому смыслу темп бега является величиной, обратной скорости. Для меньших
численных значений темпа обычно употребляются выражения «более высокий темп» или «более быстрый темп». На практике темп измеряется в минутах на километр (мин/км) или минутах-секундах на километр, в англоязычной и переводной литературе распространена единица «минуты на милю». Для пересчёта используются формулы:
- T (мин/мл) = 1,6093 Т (мин/км) ≈ 8/5 Т (мин/км)
- T (мин/км) = 0,621 Т (мин/ми) ≈ 5/8 Т (мин/ми)

Темп бега, как правило, удобнее, чем скорость, для практического использования: он проще вычисляется по текущим показателям прохождения дистанции и позволяет легко аппроксимировать результат при сохранении текущего темпа (скорости). Например, если спортсмен пробежал первые 3 километра 10-километровой дистанции за 9 мин, то темп бега составляет 3 мин/км, и при сохранении текущего среднего темпа результат на дистанции будет составлять 30 мин.
В зависимости от дистанции и подготовки спортсмена спортивный бег характеризуется темпом 3—6 мин/км, спортивная ходьба 4—7 мин/км, бег трусцой — 7—9 мин/км, бег на лыжах 3—8 мин/км, ходьба — 9—15 мин/км. Под темпом ходьбы также может подразумеваться количество шагов в минуту:
- T (шг/мин) = 100 000 / LT (мин/км), где L — средняя длина шага в сантиметрах

## Темп бега и скорость
Темп связан со скоростью соотношениями:
- T (мин/км) = 60 / V (км/ч) = 50 / 3V (м/с)

| Темп (мин/км) | Темп (мин/мил) | Скорость (км/ч) | Скорость (м/c) |
| ------------- | -------------- | --------------- | -------------- |
| 3             | 4,8            | 20              | 5,6            |
| 4             | 6,4            | 15              | 4,2            |
| 5             | 8,0            | 12              | 3,3            |
| 6             | 9,7            | 10              | 2,8            |
| 8             | 12,9           | 7,5             | 2,1            |
| 10            | 16,1           | 6               | 1,7            |
| 12            | 19,3           | 5               | 1,4            |
| 15            | 24,1           | 4               | 1,1            |